# Harvey Clark
Harvey Clark (4 de outubro de 1885 – 19 de julho de 1938) foi um ator de teatro e cinema norte-americano. Ele atuou em 198 filmes mudos entre 1915 e 1938.

## Filmografia selecionada
- Shifting Sands (1918)
- Love's Prisoner (1919)
- He Who Gets Slapped (1924)
- The Fighting Heart (1925)
- Blue Blood (1925)
- The Frontier Trail (1926)
- Midnight Lovers (1926)
- Rose of the Golden West (1927)
- Putting Pants on Philip (1927)
- A Dama das Camélias (1926)
- The Magic Flame (1927)
- In Old Kentucky (1927)
- What a Man! (1930)
- A Woman of Experience (1931)
- The Deceiver (1931)
- Those We Love (1932)
- A Shriek in the Night (1933)
- Empty Saddles (1936)
- Sitting on the Moon (1936)
- Blonde Trouble (1937)
- Counsel for Crime (1937)